# Дизайнер-верстальник
Дизайнер-верстальник — 1. Створювач друкарських та електронних макетів.
 
2. Людина, яка професійно визначає зовнішній вигляд газет, журналів і рекламної продукції у паперовому та електронному виглядах; працівник редакції, який займається обробкою тексту на предмет його композиційного розміщення на шпальті в поєднанні з гармонічним розміщенням ілюстраційного матеріалу.

## Професійні знання та навички
Дизайнер-верстальник повинен мати знання в області дизайну і поліграфії, навички праці з графічними і текстовими редакторами як: Adobe Photoshop, Adobe Illustrator, Corel Draw, 3D Studio Max, Adobe InDesign, Quark Xpress, Adobe Pagemaker, мати базову комп'ютерну грамотність та володіти мовами програмування.

## Функціональні обов’язки
До функціональних обов'язків дизайнера-верстальника відносять – грамотне швидке верстання і компонування матеріалу відповідно до ескізу макету, перевірка ілюстрованого матеріалу до технічних вимог друку видання, розроблення та створення візуального стилю, брендінгу, підготовка усіх рекламних поліграфічних матеріалів компанії, видання тощо. Інколи до обов'язків може входити вичитування та звірення шпальт на предмет технічних та орфографічних помилок.
Посадові обов'язки верстальників можуть у великій мірі відрізнятися залежно від компаній, в яких вони працюють та виду їх роботи.

## Підвиди професії
Розрізняють:	
- Дизайнер-верстальник періодичного / неперіодичного друкованого видання

- Рекламний дизайнер

- Технічний дизайнер

- Web дизайнер